# Uwe Lohrmann
Uwe Lohrmann (* 9. Dezember 1936 in Karlsruhe; † 17. November 2018 in Heidelberg) war ein deutscher Komponist, Organist und Chorleiter. Er lebte in Heidelberg.

## Leben
1948 bis 1952 war Uwe Lohrmann Singknabe beim Regensburger Domchor („Domspatzen“) unter der Leitung von Theobald Schrems. Aufgrund einer durch den Stiefvater Hans Baumann (kurz vor Kriegsende 1945 gefallen – der Vater Kuno Lohrmann war bereits 1937 verstorben) beabsichtigten Adoption war er in Regensburg unter dem Namen Uwe Baumann bekannt.
Das Klangideal dieses weltberühmten Chores wurde prägend für den Dirigenten Lohrmann. Er studierte an der Musikhochschule Karlsruhe bei Gerhard Nestler (wissenschaftliche Fächer) und privat bei Otto Mazerath (Dirigieren) und war als Chorleiter und Organist tätig; zunächst in Karlsruhe, Lampertheim und ab 1960 in Heidelberg.
Ab 1964 erneutes Studium am Evangelischen Kirchenmusikalischen Institut Heidelberg, Orgel bei Herbert Haag und Dirigieren bei Kurt Thomas (Kurse und Meisterkurse). Nach Abschluss dieses Studiums mit B- und A-Prüfung folgte ein Aufbaustudium bei dem Komponisten Wolfgang Fortner, der an der Hochschule für Musik Freiburg/Institut für Neue Musik Freiburg unterrichtete, aber wie Lohrmann in Heidelberg wohnte. Künstlerische Abschlussprüfung für Komposition und Musiktheorie.
Bereits ab 1964 unterrichtete Lohrmann außerdem an der Pädagogischen Hochschule Heidelberg (Orgel, Klavier, Cembalo, Hymnologie, Instrumentenkunde, Geschichte des Orgelbaus) und leitete das Orchester der „PH“ bis 1997 und den Chor bis 2000. Zuletzt war Lohrmann dort Oberstudienrat und unterrichtete Tonsatz, Orgel und Chorleitung. Zusätzlich 1964 bis 1971 Tätigkeit als Kantor an der Pfingstberggemeinde Mannheim. Lehrauftrag für Theoriefächer an der Staatlichen Hochschule für Musik und Darstellende Kunst Heidelberg-Mannheim.
Uwe Lohrmann lebte in Heidelberg. Seine Werke wurden von prominenten Interpreten meist in Heidelberg und Frankfurt, aber auch in Moskau, Kasan, Rom, Indianapolis, Hiroshima und anderen Orten (ur-)aufgeführt. Rundfunkaufnahmen entstanden unter anderem beim Südwestfunk und Hessischen Rundfunk. Er galt auch als Orgel-Experte und gab die historische Quelle „Die Orgel. Nach den Grundsätzen der neuesten Orgelbaukunst“ von Heinrich Sattler (1857) mit einem Nachwort versehen neu heraus (Beltz Verlag Weinheim, 1996). Uwe Lohrmann war verheiratet mit Reinhild, geb. Arendt, und hatte drei erwachsene Kinder. Er verstarb nach schwerer Krankheit kurz vor seinem 82. Geburtstag.

## Stil
Stilistisch ist der Komponist Lohrmann geprägt durch das Studium bei und den engen Kontakt zu Wolfgang Fortner, mit dem Lohrmann und seine Frau freundschaftlich verbunden waren. Lohrmann arbeitete auch als Komponist mit Fortner zusammen, etwa beim Erstellen der Passionsmusik für die Erneuerung der Oberammergauer Passionsspiele (1977) durch Bearbeitung und Instrumentation diverser Werke Franz Xaver Richters. Weiter prägend waren für Lohrmanns Schaffen Komponisten wie Anton von Webern sowie die Großen der Musikgeschichte von Palestrina über Bach bis Bruckner, von denen er als aktiver Organist und Chordirigent immer wieder Werke aufführte.
Lohrmanns Musik hat starke individuelle Züge und bringt kontrapunktische Elemente der Schönbergschen Zwölftontechnik (allerdings ohne Reihenorganisation) in Verbindung mit traditionellen harmonischen Strukturen.

## Werke
Kammermusik:
- Extension für 2 Klaviere 1976
- Solo für Harry Sparnaay (Bassklarinette solo) 1979
- Canzon (Flöte, Viola, Cembalo, Orgel) 1981
- Design (Trompete und Klavier) 1986
- Discrètion Trio für Flöte, Fagott, Klavier 1990
- Sons für 4 Saxophone (Sopran, Alt, Tenor, Bariton) 1992
- Per-siffl-âge für Soloinstrumente 1993
- Zeiträume für Schlagzeug (4 Spieler) 1996
- Trois mouvements für Holzbläser (2 Oboen, Oboe d’amore, Englisch Horn, Fagott) 2002
- Portrait (Violine solo) für Nobuhiko Asaeda 2004
- Licht und Schatten  Trio für Violine, Cello und Klavier

Orgelwerke:
- Concerto per Organo 1968
- Maintenant (Orgel und Streichorchester) 1979
- Sulamith (Orgel und Zuspielband) 1980
- Skulptur (Orgel solo) 1984
- Drei Miniaturen (Orgel solo)
- Antiphon – Fantasia – Organum (Orgel und Tonträger) 2001
- Fantasia (Orgel solo) 2001
- Introduktion (Orgel solo) 1999

Chorwerke à cappella:
- 10 Weihnachtslieder in traditionellen Sätzen 1991
- Sicut cervus desiderat (Motette für achtstimmig gemischten Chor oder Solostimmen à cappella) 2000
- Pater noster (Motette f. 10 - 11 stimmigen, gemischten Chor oder Solostimmen à cappella) 2004

Vokalwerke für Solostimmen:
- Sehend (Sopran, Schlagzeug, Keyboard-Samples) 1995
- Allein mit sich (Sopran, Keyboard-Samples) 1995
- In principio (vocales Soloquartett, Posaune, Keyboard, Orgel) 1996
- Susanna im Bade (Sopran, Orgel) 1996
- Abel steh auf (Text: Hilde Domin, für Sopran und Klavier) 1999
- Pater noster (Altsolo, Soloinstrumente, Klavier, Harmonium)
- "Natus"  für 8 Stimmen  2016

Werke mit oder für Orchester:
- Tondichtung (Orchester) 1. Fassung 1982 / 2. Fassung 1984
- Cry – Kyrie (Große Solobesetzung) 1985
- Gloria – Lobpreis des Wahnsinns (Chor, Orch., Schlagzeug, 2 Orgeln) 1986
- Epitaph (Orchester) 1987
- Klangstück (Orchester)
- Symphonisches Stück (Orchester) 2004
- Der Opfer Hiroshimas gedenkend (für 2 Streichorchester) 2005
- Konzert für Violine und Orchester 2006